# Vendula Krejčová
Vendula Krejčová, rodným jménem Mouchová (* 31. srpna 1975 Praha), je česká redaktorka a moderátorka, v letech 2006 až 2023 uváděla v České televizi pořad Objektiv, od listopadu 2023 do dubna 2025 byla tiskovou mluvčí ČT.

## Život
V letech 1994 až 1998 absolvovala obor žurnalistika na Cameron University v USA ve státě Oklahoma. Po návratu do ČR začala studovat Právnickou fakultu Univerzity Karlovy v Praze, ale nedokončila ji, protože nastoupila do České televize a nepodařilo se jí skloubit práci se studiem.
V České televizi tak pracuje od roku 1999. Nejprve byla v letech 1999 až 2001 asistentkou editorů pořadu „21“, působila též ve zpravodajské směně. Dále pak v letech 2000 až 2005 moderovala zprávy v Dobrém ránu, Večerník a od roku 2002 moderovala Dobré ráno s Václavem Vaněčkem později moderovala ve dvojici s Alešem Cibulkou.
Mezi roky 2005 až 2014 pracovala v zahraniční redakci ČT. Byla také dramaturgyní a moderátorkou vědecko-technického magazínu Prizma, moderovala zprávy na ČT24, interaktivní pořad Vedlejší efekty a relaci Před půlnocí. Dvakrát také moderovala volební speciál ČT k volbám prezidenta USA, a to v letech 2008 až 2012.
9. dubna 2006 se stala moderátorkou pořadu Objektiv, od roku 2013 byla i jeho dramaturgyní (od roku 2014 pouze u dílů, které moderovala). V roce 2015 uváděla také Objektiv - svět v pohybu, ve kterém se střídala s Anettou Kubalovou (závěrečný díl s názvem Minulost a budoucnost moderovaly společně). Klasické díly pořadu Objektiv moderovala až do konce října 2023 (naposledy 29. října 2023), od listopadu 2023 se totiž stala novou tiskovou mluvčí České televize. V dubnu 2025 pak oznámila, že na konci měsíce na vlastní žádost odejde z funkce. Pracovní poměr jí skončil dohodou. Od 10. dubna ji zastoupil Radek Konečný z tiskového oddělení. V roce 2025 podala kandidaturu na funkci generálního ředitele České televize.
Je vdaná a má tři děti. Matyáše, Tobiáše a Karlu.[zdroj?]